# Campeonato Mundial de Atletismo de 2022 - Lançamento de disco feminino
A competição do lançamento de disco feminino no Campeonato Mundial de Atletismo de 2022 foi realizada no estádio Hayward Field, em Eugene, nos Estados Unidos, entre os dias 18 a 20 de julho de 2022.

## Recordes
Antes da competição, os recordes eram os seguintes:
| Recorde mundial                               | Gabriele Reinsch (GDR)   | 76.80 | Neubrandenburg, Alemanha Oriental | 9 de julho de 1988   |
| Recorde do campeonato                         | Martina Hellmann (GDR)   | 71.62 | Roma, Itália                      | 31 de agosto de 1987 |
| Recorde do ano                                | Valarie Allman (USA)     | 71.46 | San Diego, Estados Unidos         | 8 de abril de 2022   |
| Recorde da África                             | Elizna Naudé (RSA)       | 64.87 | Stellenbosch, África do Sul       | 2 de março de 2007   |
| Recorde da Ásia                               | Xiao Yanling (CHN)       | 71.68 | Pequim, China                     | 14 de março de 1992  |
| Recorde da América do Norte, Central e Caribe | Valarie Allman (USA)     | 71.46 | San Diego, Estados Unidos         | 8 de abril de 2022   |
| Recorde da América do Sul                     | Andressa de Morais (BRA) | 65.98 | Lima, Peru                        | 6 de agosto de 2019  |
| Recorde da Europa                             | Gabriele Reinsch (GDR)   | 76.80 | Neubrandenburg, Alemanha Oriental | 7 de julho de 1988   |
| Recorde da Oceania                            | Daniela Costian (AUS)    | 69.64 | Londres, Grã Bretanha             | 13 de agosto de 2017 |

## Medalhistas
| Ouro           | Prata                 | Bronze               |
| Feng Bin (CHN) | Sandra Perković (CRO) | Valarie Allman (USA) |

## Tempo de qualificação
| Tempo de qualificação |
| --------------------- |
| 63.50 m               |

## Calendário
| Data        | Horário | Fase         |
| ----------- | ------- | ------------ |
| 18 de julho | 17:10   | Qualificação |
| 20 de julho | 18:30   | Final        |

Todos os horários estão no horário local (UTC-7)

## Resultados

### Qualificação
Qualificação: 64,00 m (Q) ou as 12 melhores performances (q). 
| Pos. | Grupo | Atleta                    | Nacionalidade  | Tentativa | Tentativa | Tentativa | Marca | Notas                |
| Pos. | Grupo | Atleta                    | Nacionalidade  | 1         | 2         | 3         | Marca | Notas                |
| ---- | ----- | ------------------------- | -------------- | --------- | --------- | --------- | ----- | -------------------- |
| 1    | A     | Valarie Allman            | Estados Unidos | x         | x         | 68.36     | 68.36 | Q                    |
| 2    | B     | Jorinde van Klinken       | Países Baixos  | 62.15     | x         | 65.66     | 65.66 | Q,                   |
| 3    | B     | Yaimé Pérez               | Cuba           | 60.77     | 65.32     |           | 65.32 | Q,                   |
| 4    | B     | Claudine Vita             | Alemanha       | 62.13     | 64.98     |           | 64.98 | Q,                   |
| 5    | A     | Shanice Craft             | Alemanha       | x         | 64.55     |           | 64.55 | Q                    |
| 6    | B     | Kristin Pudenz            | Alemanha       | 63.55     | 64.39     |           | 64.39 | Q                    |
| 7    | B     | Sandra Perković           | Croácia        | 64.23     |           |           | 64.23 | Q                    |
| 8    | A     | Feng Bin                  | China          | 64.01     |           |           | 64.01 | Q                    |
| 9    | A     | Laulauga Tausaga          | Estados Unidos | x         | 62.85     | x         | 62.85 | q                    |
| 10   | A     | Marija Tolj               | Croácia        | 61.46     | x         | x         | 61.46 | q                    |
| 11   | A     | Liliana Cá                | Portugal       | x         | 61.41     | 61.01     | 61.41 | q                    |
| 12   | B     | Mélina Robert-Michon      | França         | 59.89     | 61.21     | x         | 61.21 | q                    |
| 13   | B     | Alexandra Emilianov       | Moldávia       | 60.67     | x         | x         | 60.67 | Recorde da temporada |
| 14   | B     | Fernanda Martins          | Brasil         | 58.18     | 60.08     | 58.43     | 60.08 |                      |
| 15   | B     | Izabela da Silva          | Brasil         | 55.28     | 59.78     | 57.29     | 59.78 |                      |
| 16   | A     | Silinda Oneisi Morales    | Cuba           | 58.73     | 55.55     | 54.07     | 58.73 |                      |
| 17   | B     | Veronica Fraley           | Estados Unidos | 55.98     | 51.72     | 58.32     | 58.32 |                      |
| 18   | A     | Jade Lally                | Grã-Bretanha   | 58.21     | 55.85     | x         | 58.21 |                      |
| 19   | A     | Chrysoula Anagnostopoulou | Grécia         | 58.15     | 56.04     | 57.61     | 58.15 |                      |
| 20   | A     | Andressa de Morais        | Brasil         | 55.68     | 58.11     | 56.79     | 58.11 |                      |
| 21   | A     | Chioma Onyekwere          | Nigéria        | x         | 57.87     | x         | 57.87 |                      |
| 22   | B     | Karen Gallardo            | Chile          | 54.78     | 57.78     | x         | 57.78 |                      |
| 23   | B     | Irina Rodrigues           | Portugal       | 56.79     | 54.89     | 57.69     | 57.69 |                      |
| 24   | B     | Rachel Dincoff            | Estados Unidos | 57.38     | x         | 57.62     | 57.62 |                      |
| 25   | A     | Ieva Zarankaitė           | Lituânia       | 57.39     | 57.31     | 57.57     | 57.57 |                      |
| 26   | A     | Salla Sipponen            | Finlândia      | x         | 57.16     | 56.04     | 57.16 |                      |
| 27   | B     | Samantha Hall             | Jamaica        | x         | 56.95     | 56.99     | 56.99 |                      |
| 28   | A     | Daisy Osakue              | Itália         | 56.74     | x         | x         | 56.74 |                      |
| 29   | B     | Lisa Brix Pedersen        | Dinamarca      | x         | 54.60     | 56.54     | 56.54 |                      |
| 30   | A     | Trinity Tutti             | Canadá         | x         | x         | 54.36     | 54.36 |                      |

### Final
A final ocorreu dia 20 de julho às 18:33.
| Pos.              | Atleta               | Nacionalidade  | Tentativa | Tentativa | Tentativa | Tentativa | Tentativa | Tentativa | Marca | Notas                |
| Pos.              | Atleta               | Nacionalidade  | 1         | 2         | 3         | 4         | 5         | 6         | Marca | Notas                |
| ----------------- | -------------------- | -------------- | --------- | --------- | --------- | --------- | --------- | --------- | ----- | -------------------- |
| Medalha de ouro   | Feng Bin             | China          | 69.12     | x         | 66.89     | 65.88     | 65.60     | 64.62     | 69.12 | Recorde pessoal      |
| Medalha de prata  | Sandra Perković      | Croácia        | 67.74     | 68.45     | x         | 67.74     | 66.59     | 65.57     | 68.45 | Recorde da temporada |
| Medalha de bronze | Valarie Allman       | Estados Unidos | 67.62     | 66.47     | 68.30     | 68.05     | x         | 51.41     | 68.30 |                      |
| 4                 | Jorinde van Klinken  | Países Baixos  | x         | 62.41     | 64.00     | 60.68     | 64.97     | x         | 64.97 |                      |
| 5                 | Claudine Vita        | Alemanha       | 59.87     | 64.24     | 62.09     | x         | 62.60     | 61.86     | 64.24 |                      |
| 6                 | Liliana Cá           | Portugal       | 53.24     | 63.64     | x         | 63.99     | 61.99     | x         | 63.99 | Recorde da temporada |
| 7                 | Yaimé Pérez          | Cuba           | x         | 62.36     | 61.32     | 63.07     | 62.94     | 62.36     | 63.07 |                      |
| 8                 | Marija Tolj          | Croácia        | x         | 63.07     | 62.35     | 61.70     | 60.61     | 61.82     | 63.07 |                      |
| 9                 | Shanice Craft        | Alemanha       | 61.23     | x         | 62.35     |           |           |           | 62.35 |                      |
| 10                | Mélina Robert-Michon | França         | 53.46     | 60.36     | 59.98     |           |           |           | 60.36 |                      |
| 11                | Kristin Pudenz       | Alemanha       | x         | 59.97     | x         |           |           |           | 59.97 |                      |
| 12                | Laulauga Tausaga     | Estados Unidos | 56.47     | 55.93     | x         |           |           |           | 56.47 |                      |

Legenda
| Recorde mundial       | Recorde mundial (World record)               |                       | Recorde africano                      | Recorde africano (African) |                                           | Q | Classificado por posição (Qualified) |
| Recorde do campeonato | Recorde do campeonato (Championship record)  | Recorde da América    | Recorde da América (Americas)         | q                          | Classificado por melhor tempo (Qualified) |   |                                      |
| Melhor marca do ano   | Melhor marca do ano (World leading)          | Recorde asiático      | Recorde asiático (Asian)              | DNS                        | Não largou (Did not start)                |   |                                      |
| Recorde nacional      | Recorde nacional (National record)           | Recorde europeu       | Recorde europeu (European)            | DNF                        | Não terminou (Did not finish)             |   |                                      |
| Recorde pessoal       | Recorde pessoal do atleta (Personal best)    | Recorde da Oceania    | Recorde da Oceania (Oceania)          | DSQ / DQ                   | Desclassificado (Disqualified)            |   |                                      |
| Recorde da temporada  | Recorde da temporada do atleta (Season best) | Recorde sul-americano | Recorde sul-americano (South America) | NM                         | Sem marca (No mark)                       |   |                                      |